# Östra Kumlet, Ronneby
Östra Kumlet är en klippa i Ronneby brunnspark söder om Ronneby, Ronneby kommun i Blekinge län. På toppen av Östra Kumlet finns ett gravröse, en bronsåldersgrav, med Riksantivarieämbetets beteckning RAÄ Ronneby 112:1. Klippen ligger centralt i Ronneby brunnspark och längs östra klippkanten rinner idag ett konstgjort vattenfall som slutar i en dammanläggning som hör till Brunnsparken. Östra Kumlet är också en det av Ronneby brunnsparks kulturreservat.